# Державин, Александр Николаевич (ихтиолог)
Александр Николаевич Державин (22 ноября [4 декабря] 1878, Казань — 15 сентября 1963, Баку) — советский и азербайджанский ихтиолог, карцинолог, палеонтолог, зоогеограф, осетровод. Академик АН Азербайджанской ССР (1955).

## Биография
Родился 22 ноября (4 декабря) 1878 года в Казани в учительской семье Николая Васильевича Державина (1852—?). Его отец окончил историко-филологический факультет Казанского университета, 1885 году — статский советник, помощник инспектора студентов Казанского университета. В семье было три сына: Николай (21.12.1876—?), Александр, Михаил (07.07.1881—?); все учились в Казанском университете: старший в 1902 году окончил юридический факультет.   
В 1896 году поступил на естественное отделение физико-математического факультета Казанского университета. Вскоре после окончания университета он переехал в Баку, где с 1912 по 1926 год возглавлял организованную им Бакинскую ихтиологическую лабораторию, одновременно с этим с 1919 по 1923 год занимал должность профессора Бакинского университета. После 1923 года его направили в длительную командировку во Владивосток, где он с 1927 по 1929 год работал в должности директора Тихоокеанской Научно-промысловой станции (ТОНС). В 1929 году ТОНС была преобразована в Тихоокеанский научный институт рыбного хозяйства, который А. Н. Державин возглавлял до 1932 года.
В 1931 году, 4 января А. Н. Державин и его друг и коллега М. Л. Пятаков были арестованы по обвинению во вредительстве — им инкриминировалось «злоумышленное преуменьшение прогнозируемого вылова рыбы»; 4 марта 1932 г. их выпустили из тюрьмы г. Хабаровска с формулировкой «освобождены из-за отсутствия состава преступления». При этом им было запрещено проживать во Владивостоке в течение трёх лет. В связи с этим А. Н. Державин вернулся в Азербайджанскую ССР, где с 1932 по 1939 год работал в институте зоологии АН Азербайджанской ССР, а с 1939 по 1963 год занимал должность заведующего отделом водных животных института.
В 1938 году на основании научных трудов без защиты диссертации ВАК СССР присвоила А. Н. Державину учёное звание доктора биологических наук и профессора. Под руководством А. Н. Державина было защищено более 10 докторских и философских диссертаций.
Скончался 15 сентября 1963 года в Баку.

## Научные работы
Основные научные работы посвящены вопросам систематики рыб. Автор свыше 82 научных работ. Исследовал проблему рыборазведения в условиях гидростроительства, зоогеографии высших ракообразных и рыб Каспийского моря и дальневосточных морей. Описал более 100 новых таксонов ракообразных (в основном амфипод, мизид, кумовых раков).

## Награды и премии
За свою научную деятельность был удостоен звания Заслуженного деятеля науки (1954), орденов «Трудового Красного Знамени» и «Знак Почёта», ряда медалей.

## Виды, названные в честь А. Н. Державина
- Eudorellopsis derzhavini Lomakina, 1952
- Gnathia derzhavini Gurjanova, 1933
- Kamaka derzhavini Gurjanova, 1951
- Niphargoides derzhavini Pjatakova, 1962
- Radulinopsis derjavini Soldatov & Lindberg, 1930